# Jacopo Fiorelli
Jacopo Fiorelli, auch Giacomo Fiorelli (* in Venedig; † nach 1685 (?) ebenda), war ein Augustiner an der venezianischen Kirche Santo Stefano, der sich als Autor mit Arbeiten über Geschichte und Philosophie hervortat, aber auch als Dozent tätig war. Er war zudem ab 1673 Provinzial.
Fiorelli, der 1661 sein Theologiestudium abschloss, war Besitzer einer umfangreichen Büchersammlung, die als „famosa biblioteca“ galt. Für sie wurde in S. Stefano eine eigene Bibliothek bis 1670 fertiggestellt. Fiorelli ließ 1665–1680 zudem den Kreuzgang erweitern, der nach einem Brand im Jahr 1529 unter Gabriele della Volta errichtet worden war, wie sich aus Schriftzügen an den Fenstern ablesen lässt.
Häufig zitiert wurden seine Detti, e fatti memorabili del Senato, e patritii veneti, fertiggestellt Anfang 1671, gedruckt 1672 (die Druckgenehmigung erfolgte am 26. November 1671), ebenso wie sein Werk über die oströmisch-byzantinische Geschichte zwischen 330 und 1453. Für ihn begann diese ‚Monarchie des Orients‘ mit der Verlegung der Hauptstadt von Rom nach Konstantinopel unter Kaiser Konstantin.
Fiorelli war mit bedeutenden Gelehrten befreundet, wie etwa Angelico Aprosio, Jakob Gronovius oder Enrico Noris. Möglicherweise starb er nach 1685.

## Veröffentlichungen
- Detti, e fatti memorabili del Senato, e patritii veneti, Combi, e la Noù, Venedig 1672. (Digitalisat, beim MDZ) für Domenico II. Contarini[6]
- La monarchia d’Oriente cominicia da Costantino l grande nell’anno CCCXXX e termina in Costantino Paleologo nell’anno MCCCCLIII, Domenico Milocco, Venedig 1679 (Ostrom-Byzanz von 330 bis 1453). (Google Books, Digitalisat, beim MDZ)
- L’Hvomo Mvltiplice, Overo, Considerationi De’ Stati Principali Della Sva Vita. Discorsi Morali, Et Ervditi, Biagio Maldura, Venedig 1682. (Google Books)